# Dinkalem Ayele
Dinkalem Ayele (19 dicembre 2000) è un mezzofondista etiope.

## Palmarès
| Anno | Manifestazione    | Sede         | Evento       | Risultato | Prestazione | Note |
| ---- | ----------------- | ------------ | ------------ | --------- | ----------- | ---- |
| 2019 | Mondiali di cross | Aarhus       | Corsa U20    | 11º       | 24'36"      |      |
| 2019 | Mondiali di cross | Aarhus       | A squadre    | Oro       | 18 p.       |      |
| 2022 | Africani          | Saint-Pierre | 5000 m piani | 4º        | 13'42"57    |      |

## Campionati nazionali
2022
- 5º ai campionati etiopi, 5000 m piani - 13'45"8

## Altre competizioni internazionali
2022
- Argento alla Mezza maratona di Buenos Aires ( Buenos Aires) - 1h00'29"
- Argento alla Mezza maratona del Portogallo ( Lisbona) - 1h00'46"

2023
- 5º alla Mezza maratona di Buenos Aires ( Buenos Aires) - 59'49"
- Bronzo alla Mezza maratona del Portogallo ( Lisbona) - 1h00'40"